# Basses Loaded
Basses Loaded è un album in studio del gruppo musicale statunitense Melvins, pubblicato nel 2016.

## Tracce
1. The Decay of Lying – 6:35
2. Choco Plumbing – 4:11
3. Beer Hippie – 5:15
4. I Want to Tell You – 3:13
5. Captain Come Down – 2:54
6. Hideous Women – 3:04
7. Shaving Cream – 2:31
8. Planet Destructo – 6:05
9. War Pussy – 2:47
10. Maybe I Am Amused – 2:45
11. Phyllis Dillard – 4:21
12. Take Me Out to the Ball Game – 2:07

## Formazione
- King Buzzo – chitarra, voce
- Dale Crover – batteria, voce (1, 2, 4–6, 8–10), basso (3, 7, 11, 12)
- Steven McDonald – basso, voce (1, 4, 6, 9)

Altri musicisti
- Jared Warren – basso, voce (2)
- Coady Willis – batteria, voce (2)
- Mike Dillard – batteria, voce (3, 7, 11, 12)
- Jeff Pinkus – basso (5)
- Trevor Dunn – basso (8)
- Krist Novoselic – basso, fisarmonica (10)
- Kristy Joy - cori